# Hugh Gibbons

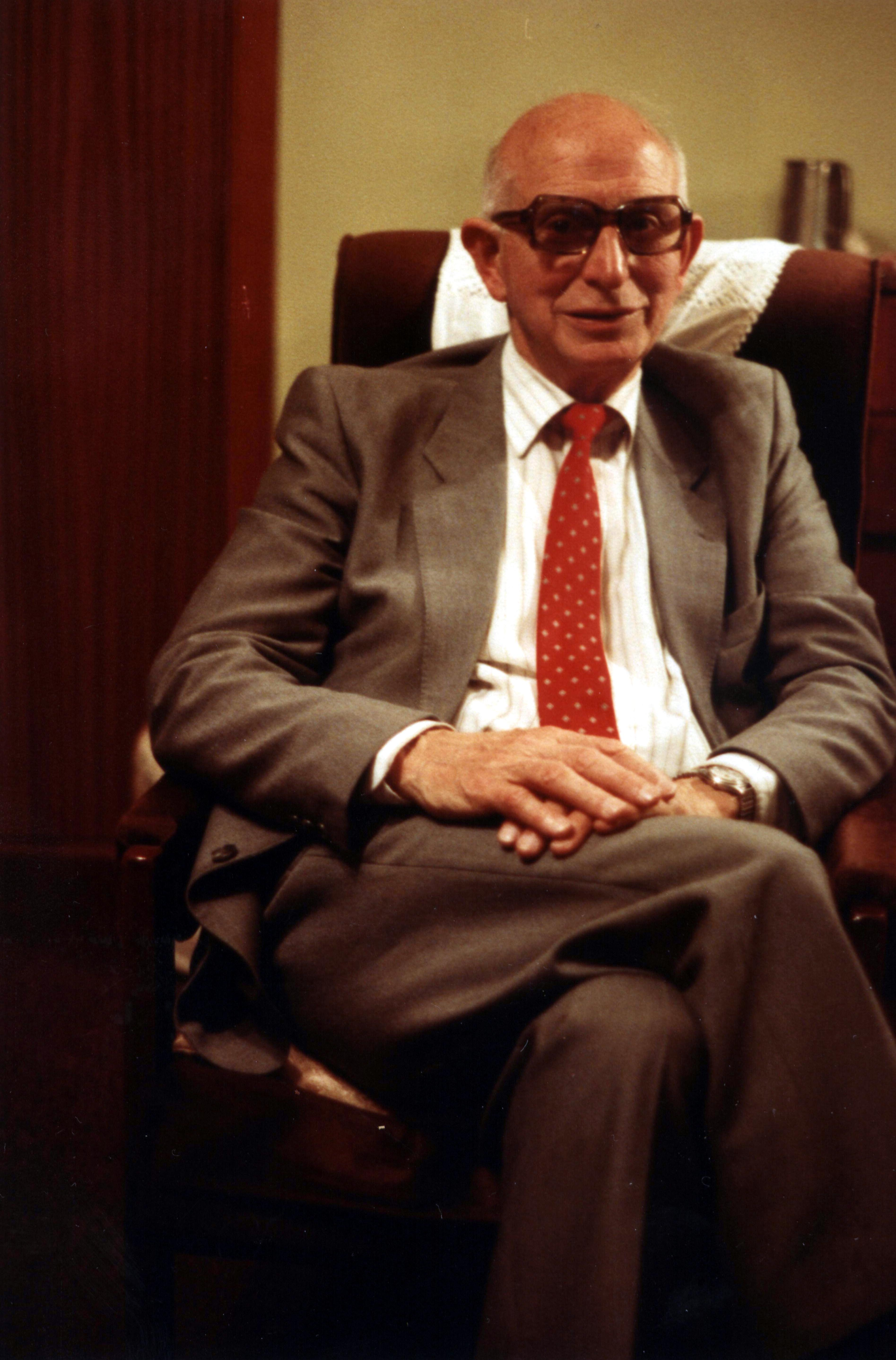
Hugh Gibbons (2002)

Hugh Gibbons (* 6. Juli 1916 in Strokestown, County Roscommon, Irland; † 14. November 2007 in Keadue, County Roscommon) war ein irischer Arzt und Politiker der Fianna Fáil. Von 1965 bis 1977 war er Teachta Dála (Abgeordneter) im Dáil Éireann, dem irischen Unterhaus.

## Biografie
Gibbons konnte Stipendien für seine Ausbildung erlangen. Er studierte ab 1934 an der University of Galway Medizin und machte dort seinen Abschluss im Jahr 1940. Er war ein erfolgreicher Spieler im Gaelic Football. Ab 1941 arbeitete er als Arzt. 1947 ließ er sich in Keadue nieder. 1949 heiratete er Josephine Lee.
Nachdem er sich bereits kommunalpolitisch engagiert hatte, trat er im Juli 1964 bei der Nachwahl für den verstorbenen James J. Burke an, wurde, wenn auch knapp, nicht gewählt. Bei den Wahlen 1965 konnte er dann aber einen Sitz im Wahlkreis Roscommon erringen. Diesen Sitz konnte er auch nach dem Neuzuschnitt der Wahlkreise, diesmal im Wahlkreis Roscommon–Leitrim, bei den Wahlen zum Dáil Éireann 1969 und 1973 verteidigen.
Er hatte zunächst erklärt, dass er bei den Wahlen zum Dáil Éireann 1977 nicht mehr antreten und als Arzt weiter arbeiten wolle. Er wurde überredet, jedoch verfehlte er bei der internen Kandidatenkür die erforderliche Mehrheit und wurde von der Fianna Fáil nicht aufgestellt. 
Trotz dieses Umstandes blieb er seiner Partei bis zum Lebensende treu verpflichtet. Bis Ende der 1980er Jahre praktizierte er als Arzt.
Gibbons hatte sechs Kinder. Sein Sohn Brian Gibbons (* 1950) ist ebenfalls Arzt und war als walisischer Politiker aktiv. Sein Sohn Conal war Richter am District Court.